# 安楚希希
安楚希希是馬達加斯加西北部的城鎮，也是索非亞區的首府，海拔高度120米，該鎮是木材業的中心和煙草、咖啡、香草、稻米等農產品的貿易中心，2005年时人口19,878。
14°52′34.41″S 47°59′0.42″E / 14.8762250°S 47.9834500°E